# Zapolarnyj
Zapolarnyj (ros. Заполя́рный) – miasto w Rosji, w obwodzie murmańskim, w rejonie peczengijskim, na Półwyspie Kolskim. Populacja w 2010 roku wynosiła 15 825 osób, choć jeszcze w 1989 były to 23 564 osoby. W 2023 roku liczba ludności wynosiła 14 231 osób.
Miejscowość została założona w 1956 roku jako Żdanowsk (Жда́новск) i tę nazwę nosiła do 1963 roku, kiedy zostały jej nadane prawa miejskie. Około 10 km na południowy zachód od miasta znajduje się SG-3 – najgłębszy odwiert na świecie, a w latach 1989–2008 także najdłuższy.